# 베스트폴주

베스트폴주의 위치

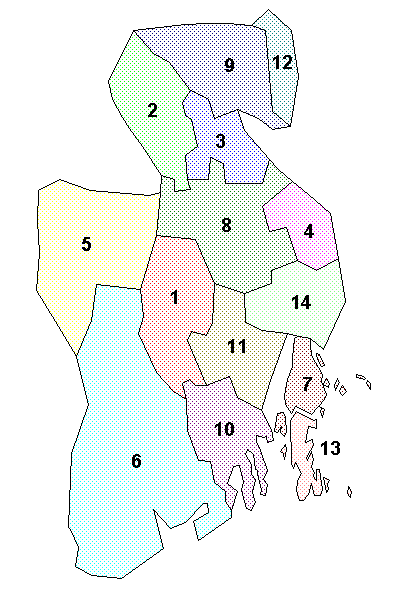
베스트폴주의 지방 자치체

베스트폴주(노르웨이어: Vestfold fylke)는 노르웨이 남부에 위치한 주이다. 주도는 퇸스베르그이며 면적은 2,225km2, 인구는 240,398명(2014년 기준), 인구 밀도는 102명/km2이다. 북쪽으로는 부스케르주, 서쪽으로는 텔레마르크주, 남쪽으로는 북해와 접한다. 14개 지방 자치체를 관할한다.
2020년 1월 1일부로 텔레마르크주와 통폐합되어 베스트폴오그텔레마르크주가 신설되면서 폐지되었으나, 2024년 1월 1일부로 베스트폴오그텔레마르크주가 다시 폐지되면서 4년 만에 복원되어 재출범하였다.

베스트폴주의 문장

## 인구
| 연도                       | 인구    | ±%     |
| -------------------------- | ------- | ------ |
| 1951                       | 154,670 | —      |
| 1961                       | 174,382 | +12.7% |
| 1971                       | 175,402 | +0.6%  |
| 1981                       | 186,691 | +6.4%  |
| 1991                       | 198,354 | +6.2%  |
| 2001                       | 215,030 | +8.4%  |
| 2011                       | 233,705 | +8.7%  |
| 2021?                      | 262,777 | +12.4% |
| 2031?                      | 287,496 | +9.4%  |
| Source: Statistics Norway. |         |        |